# Crash (Album)
Crash ist das fünfte Studioalbum der britischen Synthiepop-Band The Human League.

## Entstehung
Die Band zog sich im August 1985 mit Musikproduzent Colin Thurston in das 24-Spur-Heimstudio von Philip Oakey zurück, um neue Lieder aufzunehmen. Thurston hatte bereits für die Bands Magazine und Duran Duran produziert. Die Zusammenarbeit mit Thurston gestaltete sich jedoch schwierig und wurde im Spätsommer abgebrochen. Jo Callis verließ die Band und Jim Russell, der bereit bei Hysteria mitgewirkt hatte, wurde neues Bandmitglied. Das Album wurde zunächst auf unbestimmte Zeit verschoben. Im Frühjahr 1986 ging die Band für vier Monate nach Minneapolis, um dort mit dem Produzententeam Jimmy Jam und Terry Lewis zusammenzuarbeiten, die bereits für Janet Jackson das kommerziell erfolgreiche Album Control produziert hatten. Jam und Lewis wirkten auch an den Kompositionen mit, was für die Band erneut eine musikalische Neuausrichtung von New Wave zum Contemporary R&B bedeutete. Der als Single ausgekoppelte Nummer-eins-Hit Human wurde unter anderem von den beiden geschrieben. Auch die beiden anderen als Single veröffentlichten Titel stammen nicht aus der Feder von Bandmitgliedern. Dave Thompson berichtet, dass am Ende der Aufnahmesessions ein heftiger Streit darüber ausbrach, wie viel musikalische Hilfe von außen in die Aufnahmen eingebracht werden sollte. Philip Adrian Wright verließ im Anschluss an die Aufnahmen die Band und Ian Burden folgte ihm ein Jahr später.

## Veröffentlichung
Die Erstveröffentlichung von Crash erfolgte am 8. September 1986 bei Virgin Records. Das Album erschien in seiner Originalausführung als CD (Katalognummer: CDV2391) und LP (Katalognummer: 207 589) mit zehn Titeln.

## Titelliste
| #   | Titel                     | Autor(en)                                                                             | Länge |
| --- | ------------------------- | ------------------------------------------------------------------------------------- | ----- |
| 1.  | Money                     | Burden, Oakey, Jim Russell                                                            | 3:54  |
| 2.  | Swang                     | David Eiland                                                                          | 4:36  |
| 3.  | Human                     | James Harris III., Terry Lewis                                                        | 4:25  |
| 4.  | Jam                       | Oakey, Russell                                                                        | 4:20  |
| 5.  | Are You Ever Coming Back? | Oakey, Russell, Wright                                                                | 4:53  |
| 6.  | I Need Your Loving        | James Harris III., Terry Lewis, Herman Davis, Eiland, Langston Richey, Danny Williams | 3:42  |
| 7.  | Party                     | Burden, Oakey, Russell                                                                | 4:29  |
| 8.  | Love on the Run           | Burden, Oakey, Russell                                                                | 3:53  |
| 9.  | The Real Thing            | Burden, Steve Fellows, Oakey, Russell                                                 | 4:19  |
| 10. | Love Is All That Matters  | James Harris III., Terry Lewis                                                        | 6:07  |

## Rezeption
William Ruhlmann von der Musikdatenbank Allmusic sieht in Crash eine Verbesserung gegenüber dem „glanzlosen“ Vorgänger Hysteria. Das Album sei jedoch nicht „auf Augenhöhe mit Dare“, dem kommerziell erfolgreichsten Album der Band aus dem Jahr 1981.

## Kommerzieller Erfolg

### Chartplatzierungen
Crash stieg am 20. September 1986 in den britischen Albumcharts auf Platz sieben ein, was zugleich die beste Platzierung darstelle und hielt sich sechs Wochen in den Charts. In Deutschland platzierte sich das Album im September auf Platz 14 und hielt sich elf Wochen in den Charts. In den US-amerikanischen Billboard 200 erreichte das Album Platz 24.
| ChartsChartplatzierungen       | Höchstplatzierung | Wochen |
| ------------------------------ | ----------------- | ------ |
| Deutschland (GfK)              | 14 (11 Wo.)       | 11     |
| Vereinigte Staaten (Billboard) | 24 (25 Wo.)       | 25     |
| Vereinigtes Königreich (OCC)   | 7 (6 Wo.)         | 6      |

### Auszeichnungen für Musikverkäufe
Der Verband der britischen Phonoindustrie BPI zertifizierte im Oktober 1986 eine Goldene Schallplatte.
| Land/Region                  | Auszeichnungen für Musikverkäufe (Land/Region, Auszeichnung, Verkäufe) | Verkäufe |
| ---------------------------- | ---------------------------------------------------------------------- | -------- |
| Kanada (MC)                  | Gold                                                                   | 50.000   |
| Vereinigtes Königreich (BPI) | Gold                                                                   | 100.000  |
| Insgesamt                    | 2× Gold ·                                                              | 150.000  |